# Aleksandar Ratkov
Aleksandar Ratkov (serbiska: Александар Ратков), född 11 mars 1992, är en serbisk basketspelare. 
Ratkov deltog vid olympiska sommarspelen 2020 och var en del av Serbiens lag som tog brons i tremannabasket.